# Canthon chalcites
Canthon chalcites là một loài bọ cánh cứng trong họ Bọ hung (Scarabaeidae).